# Itália nos Jogos Olímpicos de Verão de 1912
A Itália participou dos Jogos Olímpicos de Verão de 1912 em Estocolmo, na Suécia.